# Štefan Bočkaj
Štefan Bočkaj (Bocskai ali Bocskay) ( madžarsko Bocskai István), knez Transilvanije in Ogrske leta 1605 in 1606, * 1. januar 1557, Cluj-Napoca, Vzhodno Ogrsko kraljevstvo, † 29. december 1606, Košice, Kraljevina Ogrska (Slovaška)
Rodil se je v madžarski plemiški družini. Posesti njegovega očeta so se nahajale v Vzhodnem Ogrskem kraljevstvu srednjeveške Ogrske, ki se je v 1570-ih razvila v Kneževino Transilvanijo. Mladost je preživel na dvoru svetega rimskega cesarja Maksimilijana, ki je bil tudi vladar Kraljevine Ogrske (zahodne in severne regije srednjeveškega kraljestva).
Boškajeva kariera se je začela, ko je njegov mladoletni nečak Sigismund Báthory leta 1581 postal vladar Transilvanije. Potem ko je Transilvanski zbor leta 1588 razglasil Sigismunda za polnoletnega, je bil Bočkaj eden redkih članov Sigismundovega sveta, ki je podprl njegov načrt, da se pridruži protiosmanski koaliciji. Sigismund je leta 1592 Bočkaja postavil za kapitana Várada (danes Oradea v Romuniji). Potem ko so prootomanski plemiči leta 1594 prisilili Sigismunda, da se je odrekel prestolu, ga je Bočkaj podprl v njegovem poskusu, da si ga ponovno pridobi, za kar ga je Sigismund nagradil s posestmi, ki so jih zaplenili voditeljem opozicije. Bočkaj je v imenu Sigismunda v Pragi 28. januarja 1595 podpisal pogodbo o članstvu Transilvanije v Sveti ligi. Vodil je transilvansko vojsko v Vlaško, ki so jo okupirali Osmani. Krščanske čete so osvobodile Vlaško in premagale umikajočo se osmansko vojsko v bitki pri Giurgiu 29. septembra 1595.
Po nizu osmanskih zmag je Sigismund v začetku leta 1598 abdiciral. Komisarji naslednika Maksimilijana II., Rudolfa II., so prevzeli Transilvanijo in odpustili Bočkaja. Ta je nato prepričal Sigismunda, da se vrne, vendar je Sigismund marca 1599 znova abdiciral. Novi knez Andrej Báthory je zaplenil Bočkajeva posestva v Transilvaniji. Andreja Báthoryja je s prestola odstavil Mihael Pogumni iz Vlaške. V naslednjem obdobju anarhije je bil Bočkaj prisiljen več mesecev ostati v Pragi, ker mu Rudolfovi uradniki niso zaupali. Vstal je proti Rudolfu, potem ko so oktobra 1605 prestregli njegovo tajno korespondenco z velikim vezirjem Mehmed Paša Sokolović.
Bočkaj je najel hajduke (neregularne vojake) in premagal Rudolfove vojaške poveljnike. Svojo oblast je razširil na Partij, Transilvanijo in bližnja okrožja s podporo lokalnih plemičev in meščanov. Bočkaj je bil 21. februarja 1605 izvoljen za kneza Transilvanije, za ogrskega kneza pa 20. aprila. Osmani so ga podprli, njegovi podporniki pa so menili, da je posredovanje Osmanov ogrožalo neodvisnost kraljeve Ogrske. Da bi končali državljansko vojno, so Bočkaj in Rudolfovi predstavniki 23. junija 1606 podpisali Dunajsko pogodbo.. Rudolf je priznal Bočlajevo dedno pravico do vladanja kneževine Transilvanije in štirih grofij v kraljevi Ogrski. Pogodba je protestantskim plemičem in meščanom potrdila tudi pravico do svobodnega izpovedovanja vere. Bočkaj je v svoji zadnji oporoki poudaril, da lahko le obstoj kneževine Transilvanije zagotovi poseben status Kraljevine Ogrske v okviru Habsburške monarhije .

## Zgodnje življenje
Štefan je bil šesti ali sedmi otrok Jurija Bočkaja in Kristine Sulyok. Njegov oče je bil madžarski plemič, katerega podedovana posestva so se nahajala v okrožjih Bihar in Zemplin. Štefanova mati je bila v sorodu z vplivnima družinama Török in Héderváry. Ena od njenih dveh sester je bila žena Štefana Dobója. Ferdinand I., kralj Ogrske, je Dobója postavil za vojvodo Transilvanije leta 1553, kmalu po tem, ko je bila Izabela Jagiellon (ki je upravljala vzhodni del Kraljevine Ogrske v imenu svojega sina Janeza Sigismunda Zápolya ) prisiljena zapustiti njeno kraljestvo. Jurij Bočkaj je spremljal Dobója v Transilvanijo in od Ferdinanda prejel nova posestva v provinci.
Šrefan se je rodil v Kolozsvárju (danes Cluj-Napoca v Romuniji) 1. januarja 1557. Takrat je bil njegov oče v zaporu, ker se je Izabela Jagiellon vrnila in ukazala zapreti Ferdinandove privržence. Nekaj mesecev po sinovem rojstvu je bil Jurij Bočkaj izpuščen. Z družino se je naselil v Kismarji, ki je bilo središče njegovih posesti v okrožju Bihar. V 1560-ih se je spreobrnil iz katolika v kalvinista. Umrl je leta 1570 ali 1571. 
Štefan Báthory, ki je nasledil Zápolyo leta 1571, je postal skrbnik mladoletnih otrok Jurija Bočkaja. Na Báthoryjevo željo jim je naslednik Ferdinanda I.  Maksimilijan II. vrnil nekdanje posesti njihovega očeta v okrožju Zemplin. Najstnik Štefan Bočkaj se je morda že preselil na Maksimilianov dvor – znano je, da naj bi sin Kristine Sulyok leta 1571 živel na Dunaju – gotovo pa je živel na kraljevem dvoru, ko mu je leta 1572 umrl starejši brat Jeromos, ker je z Dunaja hitel nazaj v Kismarjo, da bi tolažil svojo mater. Sprva je služil kot paž na kraljevem dvoru. Od leta 1574 je prejemal plačo. Poleti 1575 se je spet vrnil v Kismarjo, da bi videl svojo bolno mater in upravljal svoja posestva. Približno leto pozneje se je vrnil na Dunaj, kjer je postal oproda.
Potem ko je bil konec leta 1575 izvoljen za poljskega kralja, je Štefan Báthory sprejel naslov transilvanskega princa in pooblastil svojega brata Krištofa Báthoryja za vladanje kneževini. Krištof je bil mož Bočkajeve sestre Elizabete. Maksimilijan, ki je imel zelo strpen odnos do idej reformacije, je umrl 12. oktobra 1576. Nasledil ga je njegov pobožni katoliški sin Rudolf II. Bočkaj je kmalu zapustil Prago in se naselil v kneževini Transilvaniji. V času Krištofove vladavine ni bil imenovan na višje uradne položaje. Postavljen je bil le za poveljnika  čete 32 konjeniki in 20 pešcev v Váradu.

## Kariera

### Svetnik
Umirajoči Krištof Báthory je spomladi 1581 imenoval Bočkaja v svet, ki je bil ustanovljen za upravljanje Transilvanije v času mladoletnosti sina Krištofa Báthoryja in Elizabete Bočkaj, Sigismunda Kot najmlajši član regentskega sveta, Bočkaj ni imel veliko možnosti vplivati na vladanje, takrat sta prevladovala Sándor Kendi in Farkas Kovacsóczy. Bočkaj in Dénes Csáky sta se odločila oditi v Krakov, da bi prepričala Štefana Báthoryja, naj svojega zaveznika Janoša Ghyczyja postavi za edinega regenta Sigismunda. Vendar pa je Štefan Báthory pred njunim odhodom na Poljsko ustanovil nov regentski svet, s čimer je potrdil položaj Kendija in Kovacsóczyja. Bočkaj je bil imenovan za vodjo Sigismundovega dvora, vendar se je odpovedal funkciji, ker je njegov odnos z regentskim svetom ostal napet. Ohranil je le svoje članstvo v kraljevem svetu. 
Bočkaj se je poročil z bogato vdovo Margareto Hagymássy konec leta 1583. Njena dota je vključevala trdnjavo Nagykereki in bližnje vasi. Štefan Báthory je maja 1585 razpustil regentski svet in imenoval Ghyczyja za upravnika Transilvanije v Sigismundovem imenu. Bočkaj je obdržal svoj sedež v kraljevem svetu. Potem ko je decembra 1586 umrl Štefan Báthory, se je Bočkaj vsaj dvakrat odpravil na Poljsko, da bi se pogajal o izvajanju Báthoryjeve zadnje volje. Med svojimi obiski je spoznal, da večina poljskih plemičev ne želi nadaljevati Báthoryjeve politike in Transilvanija ne more več pričakovati podpore Poljske.
Ghyczy je zbolel v začetku leta 1588. Bratranca 16-letnega monarha, Baltazar Báthory in Štefan Báthory (imenjak njegovega pokojnega strica), sta decembra 1588 prepričala  transilvanski zbor, naj razglasi princa za polnoletnega. Bočkaj je ponovno obdržal svoje članstvo v kraljevem svetu.  Politična rivalstva so povzročila širjenje tračev o Baltazarjevih poskusih, da bi odstranil Sigismunda. O Bočkaju so krožile tudi nekatere govorice, ki so ga bodisi opisovale kot najzvestejšega Sigismundovega svetnika ali pa ga obtoževale zarote proti družini Báthory. Bočkaj je v tem času vzpostavil trden odnos s poveljniki vojske.

### Kapitan Várada
Pod vplivom svojega jezuitskega spovednika Alfonza Carilla se je Sigismund Báthory odločil obrniti proti Otomanskemu cesarstvu. Njegovi bratranci so ostro nasprotovali njegovemu načrtu, kar je Sigismunda razjezilo. Štefana Báthoryja je zamenjal z Bočkajem, tako da je slednjega maja 1592 postavil za za kapitana Várada in ispána (ali vodjo) okrožja Bihar. Kapitani Várada so bili poveljniki najmočnejše vojske v kneževini. Sigismund, ki je bil veren katoličan, je ukazal kalvinistu Bočkaju, naj zaščiti katoličane na njegovem novem sedežu. Bočkaj je nadaljeval obnovo trdnjave, ki je zaščitila najpomembnejšo pot med Transilvanijo in kraljevo Ogrsko.
Osmanski sultan Murad III. je ukazal velikemu vezirju Koča Sinan paši avgusta 1593 invazijo na Kraljevo Ogrsko. Istega meseca je Ferenc Wathay (ki je bil bratranec Bočkajeve žene) obiskal Bočkaja v Váradu. V svojih spominih je Wathay omenil, da mu je njegov poveljnik Ferdinand Hardegg ("kraljev predstavnik") naročil, da se sreča z Bočkajem. Mladi transilvanski plemiči so hiteli na kraljevo Ogrsko, da bi se borili proti Osmanom, vendar se je večina transilvanskih politikov želela izogniti vojni z Otomanskim cesarstvom, dokler je Poljska ostala nevtralna. Sigismund ni opustil svojega načrta za boj proti Osmanom, vendar sta ga v kraljevem svetu podprla le Bočkaj in Ferenc Geszthy, ki je bil kapitan Déve (danes Deva v Romuniji).
Krimski Tatari so vdrli na Madžarsko in junija 1594 oropali Partium ter prisilili Bočkaja, da ostane v Váradu. Sigismund Báthory je sklical zbor, vendar so delegati treh narodov Transilvanije zavrnili napoved vojne Otomanskemu cesarstvu. Ob izkoriščanju neuspeha kneza ga je Baltazar Báthory konec julija prepričal, naj odstopi. Sigismund je odšel v Kővár (zdaj Remetea Chioarului v Romuniji), nato pa je napovedal, da se želi preseliti v Italijo. Ferenc Kendi in Kovacsóczy sta Baltazarju preprečila, da bi si zagotovil knežji prestol.
Bočkaj in drugi poveljniki vojske so pohiteli v Kővár, kjer sta z menihom Carillom prepričala Sigismunda, naj si premisli. Bočkaj in njegove čete so spremljale Sigismunda nazaj v Kolozsvár in prisilile delegate treh narodov, da so se mu 27. avgusta ponovno poklonili. Dan pozneje je bilo po knežjem ukazu aretiranih petnajst voditeljev opozicije. V nekaj dneh so bili mnogi od njih (vključno z Baltazarjem Báthoryjem in Farkasom Kovacsóczyjem) usmrčeni ali umorjeni. Leta pozneje je Sigismund Báthory povedalFerencu Nádasdyju, da ga je Bočkaj prisilil, da odredi njihovo usmrtitev. Večina zgodovinarjev tudi pravi, da je bil Bočkaj odgovoren za čistko, zaradi česar je postal najvplivnejši svetovalec svojega nečaka.
Bočkaj je bil imenovan za župana (ispán) Notranjega Szolnoka in okrajev Kraszna. V naslednjih letih so mu bila podeljena številna posestva, zaplenjena usmrčenim plemičem, s čimer je postal eden najbogatejših posestnikov kneževine. Na primer, zasedel je trdnjave v Marosvécsu v sami Transilvaniji (zdaj Brâncovenești v Romuniji) ter Szentjobb in Sólyomkő v Partiju (zdaj Sâniob in Șinteu v Romuniji).
Sigismund Báthory je novembra 1594 poslal Bočkaja kot svojega pooblaščenca v Prago, da bi začel pogajanja s predstavniki protiosmanske Svete lige. Pogodbo o članstvu Transilvanije v Ligi je podpisal 28 januarja 1595. Sveti rimski cesar Rudolf (ki je bil tudi madžarski kralj) je priznal neodvisnost Transilvanije in svojo nečakinjo Marijo Kristino obljubil Sigismundu Báthoryju. Bočkaj je odšel v Gradec, kjer se je 6.marca poročil z Marijo Kristino kot pooblaščence svojega nečaka. Po vrnitvi v Transilvanijo je državni zbor 16. aprila potrdil pogodbo. Bočkaj je julija spremljal Marijo Kristino iz Košic na Slovaškem v Alba Iulio v Romuniji).
Sigismund Báthory je Jurija Borbélyja postavil za bana Karánsebesa (zdaj Caransebeș v Romuniji) in mu naročil, naj napade bližnja otomanska ozemlja. Bočkaj je poslal svojega namestnika v Váradu Jurija Királyja, da bi podprl Borbélyjev bojni pohod. Transilvanska vojska je prisilila Osmane, da so pred koncem oktobra zapustili trdnjave ob reki Mureș. Vendar je Koča Sinan paša medtem vdrl v Vlaško in zavzel Bukarešto in Târgoviște. Vlaški vladar Mihael Pogumni, ki je priznal vrhovno oblast Sigismunda Báthoryja, se je bil prisiljen umakniti proti Transilvaniji. Veliki vezir se je odločil preoblikovati Vlaško v otomansko provinco in enega od svojih poveljnikov, Hasan pašo, postavil za bejlerbeja (ali guvernerja) Vlaške, preden se je oktobra začel umikati.
Da bi lahko zagotovil vojaško pomoč Mihaelu Vlaškemu, je Sigismund Báthory meščanom Székely, ki so bili pred tem primorani v podložništvo, obljubil, da jim bodo povrnili svoboščine, če se bodo pridružili njegovemu pohodu 15. septembra. Več kot 20.000 Székelyjev je prijelo za orožje, kar je Sigismundu omogočilo, da je zbral približno 35.000 ljudi. Čeprav je knez osebno vodil vojsko v Vlaško, je bil Bočkaj dejanski poveljnik pohoda. Potem ko sta se akciji pridružila Mihael Pogumni in drugi Sigismundov vazal, Ștefan Răzvan iz Moldavije, so njune združene čete 16. oktobra oblegale Târgoviște. Dva dni pozneje je Bočkaj osebno vodil odločilni napad na trdnjavo in prisilil otomanske vojake, da so jo zapustili in se poskušali prebiti skozi oblegovalce. Osmani so bili ubiti ali ujeti. Osmanski garnizon je brez odpora zapustil Bukarešto in glavna osmanska vojska se je umaknila v Giurgiu ob Donavi. Ko je Sigismundova vojska dosegla Donavo, je večina otomanskih vojakov prečkala reko, tisti, ki so ostali v Vlaški, pa so bili  pobiti 29.oktobra. Naslednji dan je bila zasedena tudi otomanska trdnjava Giurgiu. Po vrnitvi v Transilvanijo je Sigismund Báthory 12.decembra preklical svojo odločitev o osvoboditvi Székelyjev.
Januarja 1596 je Sigismund Báthory odšel v Prago, da bi začel pogajanja o nadaljevanju vojne proti Osmanom. Zadolžil je Bočkaja za upravljanje Transilvanije. Bočkaj se je moral kmalu soočiti s prebivalci Székelyja. Njihovi voditelji so tistim, ki so sprejeli podložnost, grozili z nabijanjem na kol. Bočkaj je poslal vojake v  deželo Székely in odredil kaznovanje kolovodje. Njegovi poročniki so prekoračili njegova navodila in med " krvavim karnevalom " leta 1596 zadušili upor z izjemno krutostjo.
Sigismund Báthory se je vrnil iz Prage marca 1596. Osebno je vodil svoje čete proti krimskim Tatarom in Osmanom, ki so vdrli v Partium. Po vrsti osmanskih zmag je Sigismund začel pogajanja o svojem odstopu s predstavniki Rudolfa. Sporazum je bil podpisan decembra 1597, vendar Rudolf več mesecev ni poslal svojih predstavnikov, da bi prevzeli Transilvanijo. V prehodnem obdobju je katoliški kancler Transilvanije Štefan Jósika obtožil Bočkaja, da je sprožil zaroto za zaseg Transilvanije zase, vendar je menih Carillo stal Bočkaju ob strani. Bočkaj je prepričal Sigismunda Báthoryja, da je Jósika zaprl tik pred uradno abdikacijo. Knez mu je 29. marca 1598 podelil tudi naziv barona.

### Nemiri
Državni zbor Transilvanije je Rudolfu prisegel 8. aprila 1598. Rudolf je imenoval tri komisarje (Štefana Szuhaya, Bartholomeusa Pezzena in Miklósa Istvánffyja ) za upravljanje Transilvanije do prihoda njegovega guvernerja Maksimilijana III., nadvojvode Avstrije. Komisarji Bočkaju niso zaupali in so mu odvzeli funkcije. Ker se je dopisoval s svojim nečakom, je Bočkaj vedel, da Sigismund Báthory že obžaluje svojo abdikacijo. Bočkaj je zbral svoje čete pri Sebeș v sedanji Romuniji, da bi zagotovil Sigismundovo vrnitev. Potem ko je Sigismund prišel v Transilvanijo, je Bočkaj sklical zbor in prepričal delegate, naj mu 21.avgusta prisežejo zvestobo. Jósika je bil usmrčen, komisarji pa izgnani.
Bočkaj je bil ponovno postavljen za vrhovnega poveljnika transilvanske vojske vendar ga njegov nekdanji namestnik Jurij Király ni ubogal in je Rudolfovim četam dovolil, da so prevzele Várad. Osmanska vojska je vdrla v Partium, oblegala Várad in oktobra oropala Bočkajeva bližnja posestva. Sigismund je vzpostavil stik s svojim bratrancem Andrejem Báthoryjem (ki je bil brat umorjenega Baltazarja) in mu ponudil v posest Transilvanijo. Svoja pogajanja z Andrejem je skrival, ker je bil Bočkaj vedno močan nasprotnik pro-otomanske politike, ki jo je zastopal Andrej. Da bi se znebil strica, ga je Sigismund konec leta 1598 poslal v Prago, da bi začel nova pogajanja z Rudolfom.
Bočkaj je bil še v Pragi, ko je Sigismund marca 1599 odstopil v korist Andreja. Vrnil se je v Transilvanijo kot Rudolfov odposlanec in ni hotel priseči zvestobe Andreju. Avgusta se je naselil v svoji trdnjavi v Szentjobbu. Andrej ga je poklical na zbor in ga obtožil Baltazarjevega umora. Potem ko je Bočkaj ignoriral knežev poziv, so bila njegova posestva oktobra zaplenjena, vendar je bil ta ukaz mogoče izvršiti samo v Transilvaniji, ker je bil Partij pod nadzorom cesarjevih privržencev. Bočkaj je načrtoval invazijo na Transilvanijo, vendar je bil Mihael Vlaški (ki ga je Andrej želel zamenjati z enim od svojih bratov) hitrejši in je vdrl v kneževino. Székelyjevi so se pridružili Mihaelu, ki je 28.oktobra porazil Andreja v bitki pri Sellenberku. Michael je vstopil v Gyulafehérvár, kmetje Székely pa so umorili Andreja.
Ko je izvedel za Mihaelovo zmago, je Bočkaj najel hajduke (neregularne vojake, slovite po svoji krutosti) in odhitel v Kolozsvár. Mislil je, da se je Mihael pripravljen umakniti iz Transilvanije, in pozval Giorgia Basto, poveljnika Rudolfove vojske, naj pošlje nove komisarje v Transilvanijo, da bi končali anarhijo. Mihael je prevzel posesti v Transilvaniji in državni zbor ga je priznal kot Rudolfovega predstavnika. Izpostavljena roparskim napadom nemških, vlaških in Székelyjevskih čet je Transilvanija padla v anarhijo. Bočkaj se je vrnil v Partium, vendar mu je Rudolf 26.novembra naročil, naj se pridruži Mihaelu v Gyulafehérvárju. Mihael je skušal izkoristiti Bočkajevo prisotnost, da bi prepričal garnizone trdnjav, da mu prisežejo zvestobo, vendar Bočkaj ni želel biti Mihaelov podložnik. Potem ko je spoznal, da mu Mihael ne želi vrniti njegovih transilvanskih posesti, je znova zapustil Transilvanijo in se v začetku leta 1600 naselil v Szentjobbu
Bočkaj je poslal pisma Rudolfu v Prago, v katerih je Mihaela opisoval kot neizobraženega prevaranta in tirana, ki je želel ustanoviti svoj imperij, vendar mu nova Rudolfova komisarja David Ungnad in Mihály Székely nista zaupala. Ungnad ga je v svoji tajni korespondenci navedel kot "kuga". Transilvanski plemiči so Bočkaja smatrali za odgovornega za protiotomansko politiko, ki je prispevala k uničenju kneževine. Namesto da bi poiskali Bočkajevo pomoč proti Mihaelu, so Basto prepričali, da je septembra izgnal Mihaela iz Transilvanije. Sigismund Báthory, ki se je znova odločil za vrnitev, je poskušal prepričati Bočkaja, da ga podpre. Bočkaj je predal odposlanca svojega nečaka Rudolfovemu uradniku Pálu Nyáryju, vendar mu to ni prineslo zaupanja Rudolfovih komisarjev. Basta ga je nameraval celo ubiti, da bi preprečil nadaljnja dejanja. Dne 25. novembra je transilvanski zbor zaplenil Bočkajeva posestva in ga izgnal iz kneževine.
Bočkaj je januarja 1601 odšel v Prago, da bi se znebil obtožb.  V Prago je prišel tudi Mihael Vlaški in prepričal Rudolfa, naj mu dovoli vrnitev v Transilvanijo, medtem ko je bilo Bočkaju prepovedano zapustiti Prago. Mihael in Basta sta 3. avgusta premagala Sigismunda Báthoryja, vendar je Basta dal ubiti Mihaela trinajst dni pozneje. Bastini plačanci so v naslednjih letih redno ropali transilvanska mesta in vasi. Bočkaj se je vrnil v Partium pred koncem leta 1601, vendar so ga aprila 1602 znova poklicali v Prago. Postavljen je bil za cesarjevega svetnika, vendar je Prago lahko zapustil šele konec leta 1602. Ponovno se je naselil v Szentjobbu in večkrat poskušal zagotoviti obnovo svojih zaplenjenih transilvanskih posesti, vendar je Basta njegovemu načrtu ostro nasprotoval.
Od leta 1603 so Rudolfovi uradniki v sodnih postopkih zaplenili posestva bogatih plemičev tako na Kraljevem Ogrskem kot v Transilvaniji. Potem ko je Giacomo Barbiano di Belgiojoso, kapitan Košic, Luteranom zaplenil katedralo svete Elizabete in jo v začetku leta 1604 dal katolikom, je Rudolf madžarskemu zboru prepovedal razpravo o verskih vprašanjih. Belgiojoso si je spomladi 1604 želel sposoditi 20.000 florinov od Bočkaja, vendar je Bočkaj posojilo zavrnil. V maščevanje je Belgioso ukazal pobiranje desetine na Bočkajevih posestvih, čeprav so bila posestva oproščena davka. Belgioso je zaprl tudi Bočkajevega nečaka Dénesa Bánffyja in ga izpustil šele, ko je Bočkaj plačal odkupnino.
Vodja transilvanskih plemičev, ki so pobegnili v Otomansko cesarstvo, Gabriel Bethlen, je poslal pismo Bočkaju, v katerem ga je pozval, naj se upre proti Rudolfu, vendar je to Bočkaj zavrnil. Da bi nagradil Bočkaja za zvestobo, mu je Rudolf dne 2. julija 1604 vrnil skoraj vsa njegova posestva v Transilvaniji. Bočkaj je obiskal Transilvanijo in ugotovil, da so bila mesta in vasi v preteklih letih skoraj popolnoma uničena. Njegove izkušnje so ga prepričale, da lahko samo avtonomna Transilvanija, ki jo podpirajo Osmani, zagotovi obnovo svobode Madžarske. Ko se je 20. septembra vračal iz Transilvanije,  je izvedel, da je hajduk od Gabriela Bethlena zasegel pismo o njegovi domnevni korespondenci z velikim vezirjem Lalo Mehmed pašo Sokolovičem. V strahu pred povračilnimi ukrepi je Bočkaj odhitel v Sólyomkő in se pretvarjal, da ga je protin paraliziral. Pravzaprav je svojim kastelanom naročil, naj se pripravijo na odpor, vendar je eden od njih razkril Bočkajeve načrte Ciprianu Conciniju, namestniku kapitana Várada.

## Vstaja in vladanje

### Prvi uspehi
Concini je vodil svojih 600 vojakov do Szentjobba in 2. oktobra zavzel trdnjavo. Kastelan drugega Bočkajevega gradu, Nagykereki, je najel 300 hajdukov, kar mu je omogočilo obrambo trdnjave pred Concinijem.  Belgioso je poslal vojsko proti Bočkaju, vendar so Bočkajevi agenti prepričali Hajduke, naj dezertirajo iz Belgiosove vojske, kar je Bočkaju omogočilo, da je 15.oktobra premagal Belgiosa blizu Álmosda. Belgioso se je umaknil iz Partiuma proti Košicam, vendar mu pretežno protestantski meščani niso dovolili vstopa v mesto. Mestni župan Johann Bocatius je meščane prepričal, naj 30.oktobra v mesto pride Bočkajev.
Bočkaj je izdal proglas plemičem iz Košic, v katerem jih je spomnil na tiranska dejanja Rudolfa in njegovih uradnikov. Delegati okrožij in mest Zgornje Ogrske so prišli v Košiceo in izglasovali potrebna sredstva za nadaljevanje boja. Bočkaj je mlada plemiča kalvinista, Baltazarja Drugetha in Franca Mágocsy, postavil za poveljnike svoje vojske, in katoliškega plemiča Mihaela Káthaya za svojege kanclerja. Rudolf je poslal Giorgia Basto na čelu vojske 10.000 plačancev proti upornikom. Bastina disciplinirana vojska je 17. novembra premagala četo hajdukov pri Ožďanyh na sedanjem Slovaškem.
Gabriel Bethlen je prišel v Košice 20. novembra v spremstvu odposlanca Lale Mehmed-paše Sokolovića, ki je Bočkaju izročil sultanovo listino (ahidnamo), ki ga je označila za transilvanskega kneza. Lala Mehmed paša Sokolović je poslal tudi okrepitve  Bočkaju.  Basta je 27.novembra premagal Bočkaja pri Edelényju  vendar Košic ni mogel zasesti in se je v začetku decembra umaknil v Prešov na Slovaškem. Bočkaj je v Transilvanijo poslal pisma, v katerih je pozval voditelje treh narodov, naj podprejo njegovo vstajo. Prvi se mu je pridružil unitaristični plemič Székely, János Petki. Igral je ključno vlogo pri prepričanju Székelyjevih, naj Bočkaju odpustijo Krvavi karneval leta 1596. Kapitan hajdukov Balaš Lippai, ki je že dvomil o Bočkajevem vodstvu, si je začel dopisovati z Basto. Bočkaj je dal Lippaija ujeti in usmrtiti 6. januarja 1605. Sklenil je zavezništvo z Jeremijo Movilă, vojvodo Moldavije, in Székelyjem obljubil, da jim bo povrnil svoboščine in si omogočil, da si zagotovi oblast v Transilvaniji.

### Izvoljeni princ
Delegati transilvanskih plemičev in Székelyjev so ga na srečanju v  Miercurea Nirajului v današnji Romuniji 21. februarja izvolili za kneza, a so transilvanski Sasi in meščani Kolozsvára ostali zvesti Rudolfovim komisarjem. Bočkaj je marca na evropske kraljeve dvore poslal proglase z naslovom Querelae Hungariae (Pritožbe Madžarske), v katerih je Rudolfa obtožil tiranije in navedel monarhova nezakonita dejanja, ki so povzročila upor. Rudolf je obljubil, da mu bo podelil amnestijo, toda 24. marca je Bočkaj ponudbo zavrnil.
Basta je v začetku aprila umaknil svojo vojsko iz Eperjesa v Bratislavo (Pressburg) na Slovaškem. Delegati 22 grofij iz Zgornje Ogrske in Partium so se zbrali v Szerencsu. Soglasno so 20.aprila priznali Bočkaja za madžarskega kneza. Čeprav čezdonavske grofije niso priznale njegove oblasti, je Bočkaj hotel ponovno združiti Ogrsko kraljestvo pod svojo oblastjo in je pozval Vzvišeno Porto, naj mu pošlje kraljevo krono.
Bočkajeva vojska je zasedla Trnavo na Slovaškem, Sümeg, Szombathely, Veszprém in druga mesta v Čezdonavju ter maja tudi oropala Spodnjo Avstrijo, Moravsko in Šlezijo. Michael Weiss je Sase iz Brașova v Romuniji prepričal, da priznajo Bočkajevo vladavino. 19.maja  so mu prisegli tudi meščani Kolozsvarja. Bočkaj je avgusta odšel v Transilvanijo. Njegova vojska je 9.septembra zavzela Sighișoaro v Romuniji, kar je končalo odpor Saksoncev. Delegati treh narodov Transilvanije so se mu 14.septembra poklonili v Mediașu v današnji Romuniji.

### Mirovne pogodbe
Osmani so izkoristili Bočkajevo vstajo. Lala Mehmed paša Sokolović je 3. oktober zavzel Esztergom. Bočkajev poveljnik, Bálint Drugeth, je preprečil svojim otomanskim zaveznikom vstop v Nové Zámky na Slovaškem, ko je 17. oktobra prisilil branilce mesta, da so mu dovolili vstop. Bočkaj je 11.novembra srečal Lala Mehmed pašo Sokolovića v Pešti. Veliki vezir je Bočkaja označil za kralja in mu podelil kraljevo krono, vendar je Bočkaj ni hotel sprejeti kot kraljevo insignijo.
Po padcu Esztergoma pod Otomane so Štefan Illésházy in drugi vplivni plemiči spoznali, da so lahko le Habsburžani preprečili Osmanom, da bi zasegli nova ozemlja na kraljevi Madžarski. Bočkaja so prepričali, naj začne pogajanja z Rudolfovim bratom Matijom, ki se je odločil, da Rudolfa odstrani s prestola. Čeprav so delegati vzhodnih grofij in Hajdukov še vedno nasprotovali miru, je državni zbor pooblastil Bočkaja, da pošlje svoje odposlance na Dunaj. Dne 12. decembra je Bočkaj podelil kolektivno plemstvo 9.254 hajdukom in jih naselil v svojih posestvih v okrožju Szabolcs.
Bočkajev odposlanec Illésházy je med pogajanji na Dunaju 9. februarja 1606 dosegel kompromis. Kraljevi dvor je bil pripravljen obnoviti tradicionalno upravo kraljeve Ogrske in potrditi večino svoboščin plemičev in meščanov, vendar ni hotel priznati neodvisnosti Transilvanije pod Bočkajevo vladavino. 4. aprila je transilvanski zbor pooblastil Bočkaja, da podpiše pogodbo s Habsburžani, vendar je maja madžarski zbor Illésházyju naročil, naj nadaljuje pogajanja z Matijo.
Pogajanja so se končala z Dunajsko pogodbo, ki je bila podpisana 23. junija. Nova pogodba je potrdila pravico protestantskih plemičev in meščanov, da svobodno izpovedujejo svojo vero.  Bočkaj je bil priznan kot dedni knez Transilvanije, ki je bila razširjena na okrožja Szabolcs, Szatmár, Ugocsa in Bereg ter na grad Tokaj. Bočkaj je pogodbo potrdil 17. avgusta v Košicah.
Bočkaj je bil pripravljen posredovati pri mirovni pogodbi med Habsburžani in Otomanskim cesarstvom. Dne 24. novembra je Rudolf izdal nov razglas, v katerem je navedel, da lahko Kneževina Transilvanija obdrži svojo neodvisnost, tudi če bo Bočkaj umrl brez moškega potomstva. Žitvanski mir, ki je končal dolgo turško vojno, je bil podpisan 11.novembra.
Bočkaj je že spomladi 1606 izjavil, da so mu noge težke, kar je namigovalo, da je trpel zaradi edema. 13. decembra je sklical zbor v Košicah, štiri dni pozneje pa je naredil oporoko. Svoje naslednike je pozval, naj ohranijo neodvisnost Transilvanije, dokler bodo Habsburžani kraljevali na Ogrskem. Za svojega naslednika je imenoval Bálinta Drugetha, preden je 29. decembra umrl v Košicah.
Bočkajeva nenadna smrt je povzročila govorice. Hajdúki so obtožili njegovega kanclerja Mihályja Káthaya, da ga je zastrupil. Hajdúki so 12. januarja 1607 Káthaya napadli  na glavnem trgu v Košicah in ga razsekali na kose.
Pogrebna povorka, ki je odpeljala Bočkajevo truplo v Gyulafehérvár, je odšla iz Košic 3. februarja. Drugeth je vodil procesijo, vendar ga erdeljski zbor ni želel izvoliti za svojega vladarja. Namesto tega so 11. februarja v Kolozsvárju razglasili ostarelega  Sigismunda Rákóczija za kneza Transilvanije. Boškaj je bil 22. februarja pokopan v katedrali svetega Mihaela v Gyulafehérvárju.
Bočkaj je bil opisan tudi kot zagovornik verske svobode. Hajduki, ki so se mu pridružili 14. oktobra 1604, so poudarili, da želijo »braniti krščanstvo, našo deželo in drago domovino, predvsem pa eno pravo vero« (to je kalvinizem). Kmalu po Bočkajevi smrti ga je Drugethov duhovnik Menyhárt Bornemissza Váci opisal kot novega Mojzesa, ki ni mogel vstopiti v obljubljeno deželo. Bočkaj je bil prvi kalvinistični knez Transilvanije. Njegov kip je mogoče najti na reformacijskem zidu v Ženevi.